# Proxiuber australe
Proxiuber australe es una especie de molusco gasterópodo de la familia Naticidae.
Otras especies dentro de la familia incluyen el Proxiuber australis y el Proxiuber hulmei.

## Distribución geográfica
Se encuentra  en Nueva Zelanda.